# 福山縣 (登州)
福山縣是中国旧县名，今山东省烟台市福山区的前身。
偽齊以登州之兩水鎮改置為福山縣，金代屬登州。元代仍属登州。明代屬登州府。清代仍屬登州府。
民国初年，登州府废，直属山东省，先後屬膠東道、東海道。民國十七年（1928年）4月30日，張宗昌被北伐軍逐出山東，各道被廢除。
1938年1、2月，侵华日军陆续攻占青岛、烟台。伪政权设立鲁东道（后改为登州道），福山县隶之。同年3月，雷神庙战斗后，山东人民抗日救国军第三军第一路在西进蓬黄掖抗日根据地途中，取得福山县城。伪福山县代理县长陈昱在福山县城被包围的情况下“反正”。双方谈判后，同意接受改编。国共双方联合成立福山县抗日民主政府。成为胶东地区最早成立的县抗日民主政府之一。但中国共产党方面未按惯例成立中共福山县委。5月，发生“东厅分裂事件”，福山县抗日民主政府解体。
1948年10月7日上午，胶东军区烟台独立团副团长王泽民、政委张少华率部向福山县城发起进攻。中華民國國軍整编第八军三○七团、三○八团和一四七师四、五、六团及还乡团撤离福山县城逃向烟台。中午，解放军进入福山县城，周围村庄也随之解放。10日，新华社消息指：“敌人逃离福山是逃离烟台的第一步，福山的收复是我军解放济南的发展。”
1950年，属文登专区。1958年，撤福山縣併入煙臺市。1962年，恢復福山縣，屬煙臺專區。1967年，屬煙臺地區。1983年，撤縣設福山区。